# هرمان بوش
هرمان بوش (بالألمانية: Hermann Busch)‏ (و. 1897 – 1975 م) هو موسيقي، وعازف كمان جهير من ألمانيا، والإمبراطورية الألمانية، وجمهورية فايمار، ولد في زيغن، يستخدم آلات كمان جهير، توفي عن عمر يناهز 78 عاماً.

## التعليم
تعلم في معهد كولونيا للموسيقى والرقص ‏
.